# جوزپه تالیالاتلا
جوزپه تالیالاتلا (انگلیسی: Giuseppe Taglialatela؛ زادهٔ ۲ ژانویهٔ ۱۹۶۹) بازیکن فوتبال اهل ایتالیا است.
از باشگاه‌هایی که در آن بازی کرده‌است می‌توان به باشگاه فوتبال فیورنتینا، باشگاه فوتبال باری، باشگاه فوتبال روبور سیه‌نا، باشگاه فوتبال بنونتو، باشگاه فوتبال آولینو، باشگاه فوتبال پالرمو، باشگاه فوتبال ناپولی، و باشگاه فوتبال ترنانا اشاره کرد.